# King Cove
King Cove is een plaats (city) in de Amerikaanse staat Alaska, en valt bestuurlijk gezien onder Aleutians East Borough.

## Demografie
Bij de volkstelling in 2000 werd het aantal inwoners vastgesteld op 792.
In 2006 is het aantal inwoners door het United States Census Bureau geschat op 739, een daling van 53 (-6.7%).

## Geografie
Volgens het United States Census Bureau beslaat de plaats een oppervlakte van
77,1 km², waarvan 65,4 km² land en 11,7 km² water.

## Plaatsen in de nabije omgeving
De onderstaande figuur toont nabijgelegen plaatsen in een straal van 120 km rond King Cove.